# Legió XI Claudia

Mapa de l'imperi romà l'any 125 dC, sota l'emperador Hadrià, que mostra la Legio XI Claudia, estacionada al riu Danubi a Durostorum (Silistra, Bulgària), a Moesia Inferior.

La Legió XI Claudia juntament amb la Legió XII van ser dues legions romanes formades per Juli Cèsar l'any 58 aC per lluitar a la Guerra de les Gàl·lies. No se sap quin era el seu emblema, però probablement utilitzava la imatge de la lloba Luperca, com altres legions fundades per Cèsar.
Va ser una de les legions reclutades per lluitar contra els helvecis i va portar el nom de Legió XI, sense cognomen. Va lluitar en la batalla del Sabis l'any 57 aC i probablement a la batalla d'Alèsia. L'any 48 aC va prendre part en la batalla de Dirràquium i també a la batalla de Farsàlia. Quan van acabar aquestes guerres, Cèsar va dissoldre la legió i els veterans es van instal·lar a la colònia romana de Boviànum.
L'any 42 aC Octavi va reconstruir la legió per lluitar a la tercera guerra civil contra els assassins de Cèsar. Aquesta legió va lluitar en la batalla de Filipos i després va tornar a Itàlia. Probablement també va lluitar contra Sext Pompeu que havia ocupat Sicília. L'any 32 aC, la legió XI va lluitar amb Octavi contra Marc Antoni, a la guerra civil que va acabar a la batalla d'Àccium.
La legió va ser enviada als Balcans, però després de la derrota romana a la batalla del bosc de Teutoburg l'any 9, August va redistribuir les legions de les fronteres del nord i va anar a Burnum, a Dalmàcia, juntament amb la Legió VII
L'any 42, el governador de Dalmàcia Marc Furi Camil Escribonià, es va revoltar contra l'emperador Claudi. La Legió XI i la Legió VII es van posar al costat de l'emperador i van reduir la rebel·lió d'Escribonià. Claudi va premiar a les dues legions amb el cognomen de Claudia amb l'afegit de Pia Fidelis.